# Pia Unió de la Verge de la Pietat
Pía Unió de la Verge de la Pietat va ser una publicació d'informació religiosa, en català, editada a Igualada l'any 1918.

## Descripció i continguts
Portava el subtítol Del reial col·legi de les Escoles Pies d'Igualada.
Segons els números, tenia entre quatre i vuit pàgines, a dues columnes, amb un format de 21 x 13 cm. El primer número va sortir el mes de gener de 1918 i el darrer, el núm. 6, l'octubre del mateix any.
Era una publicació editada per l'Escola Pia d'Igualada, que acull el santuari de la Mare de Déu de la Pietat. S'hi publicaven articles sobre la història del col·legi, notícies sobre l'epidèmia de grip, cròniques religioses i poemes, entre d'altres d'Antoni Font, escolapi, i de “l'exalumne del col·legi, l'emminent poeta igualadí D. Jaume Boloix i Canela”.
L'any 1957 se'n va publicar una segona època, en castellà, amb el títol Pía Unión de Ntra. Sra. de la Piedad.

## Localització
- Biblioteca Central d'Igualada. Plaça de Cal Font. Igualada.